# Río Ylig
El Río Ylig (en inglés: Ylig river) es uno de los ríos más largos de la isla del océano Pacífico y territorio estadounidense de Guam. Se eleva cerca de la costa oeste a unos tres kilómetros al norte de Apra Heights, atraviesa la isla, y desemboca en el mar, en la costa centro-oriental, al sur de la ciudad de Yona. El curso de este río es más o menos paralelo a la del río Pago, que se encuentra a unos cinco kilómetros al norte.